# Judikje Simons
Pour les articles homonymes, voir Simons.
Judikje Simons, née le 20 août 1904 à La Haye (Pays-Bas) et morte le 20 mars 1943 à Sobibor (Pologne), est une gymnaste artistique néerlandaise.

## Biographie
Judikje Simons remporte aux Jeux olympiques d'été de 1928 à Amsterdam la médaille d'or du concours général par équipes féminin avec Elka de Levie, Helena Nordheim, Anna Polak, Estella Agsteribbe, Jacoba Stelma, Jacomina van den Berg, Alida van den Bos, Anna van der Vegt, Petronella van Randwijk, Petronella Burgerhof et Hendrika van Rumt.
Cinq gymnastes de cette équipe (Estella Agsteribbe, Elka de Levie, Helena Nordheim, Anna Polak et Judikje Simons) ainsi que l'entraîneur Gerrit Kleerekoper sont juifs ; seule Elka de Levie survivra à l'Occupation nazie.
Judikje Simons est tuée avec son mari et ses deux enfants au camp d'extermination de Sobibor en mars 1943.